# بخش نلگنده
بخش نلگنده (به انگلیسی: Nalgonda district) یک بخش در هند است که در آندرا پرادش واقع شده‌است. بخش نلگنده ۱٬۶۳۱٬۳۹۹ نفر جمعیت دارد.